# بایرن‌گس نورژ
بایرن‌گس نورژ (انگلیسی: Bayerngas Norge) شرکت نفت نروژی است، که در سال ۲۰۰۵ تأسیس شد.